# Kasim (fils d'Orhan)
Pour les articles homonymes, voir Kasim.
Kasim ou Qāṣım, né vers le début du XIVe siècle et mort vers 1346 à Bursa, est un fils hypothétique d'Orhan, le second sultan ottoman. 

## Biographie
On ne sait rien de lui : il n'est pas mentionné par les premiers historiographes ottomans du XVe siècle et n'apparait que dans des chroniques tardives. Il existe une tombe à son nom dans le mausolée d'Orhan à Bursa.